# Uragano Wilma
L'uragano Wilma è stato il più intenso uragano mai registrato nel bacino atlantico. Wilma è stata la ventiduesima tempesta tropicale (inclusa la tempesta subtropicale scoperta in analisi successive), tredicesimo uragano, sesto uragano maggiore e quarto uragano di categoria 5 della stagione 2005, che ha il record per il maggior numero di tempeste in una singola stagione (il record precedente era della stagione 1993).
Wilma ha fatto numerosi approdi; gli effetti più distruttivi si sono avuti nella penisola dello Yucatán, in Messico, Cuba e in Florida. Sono stati conteggiati almeno 63 morti, e i danni sono stati stimati in più di 29,1 miliardi di dollari, classificando Wilma fra i primi cinque uragani più gravi in termini di danni causati mai registrati nell'Atlantico e il terzo nella storia degli Stati Uniti.

## Storia meteorologica[2][3][4]

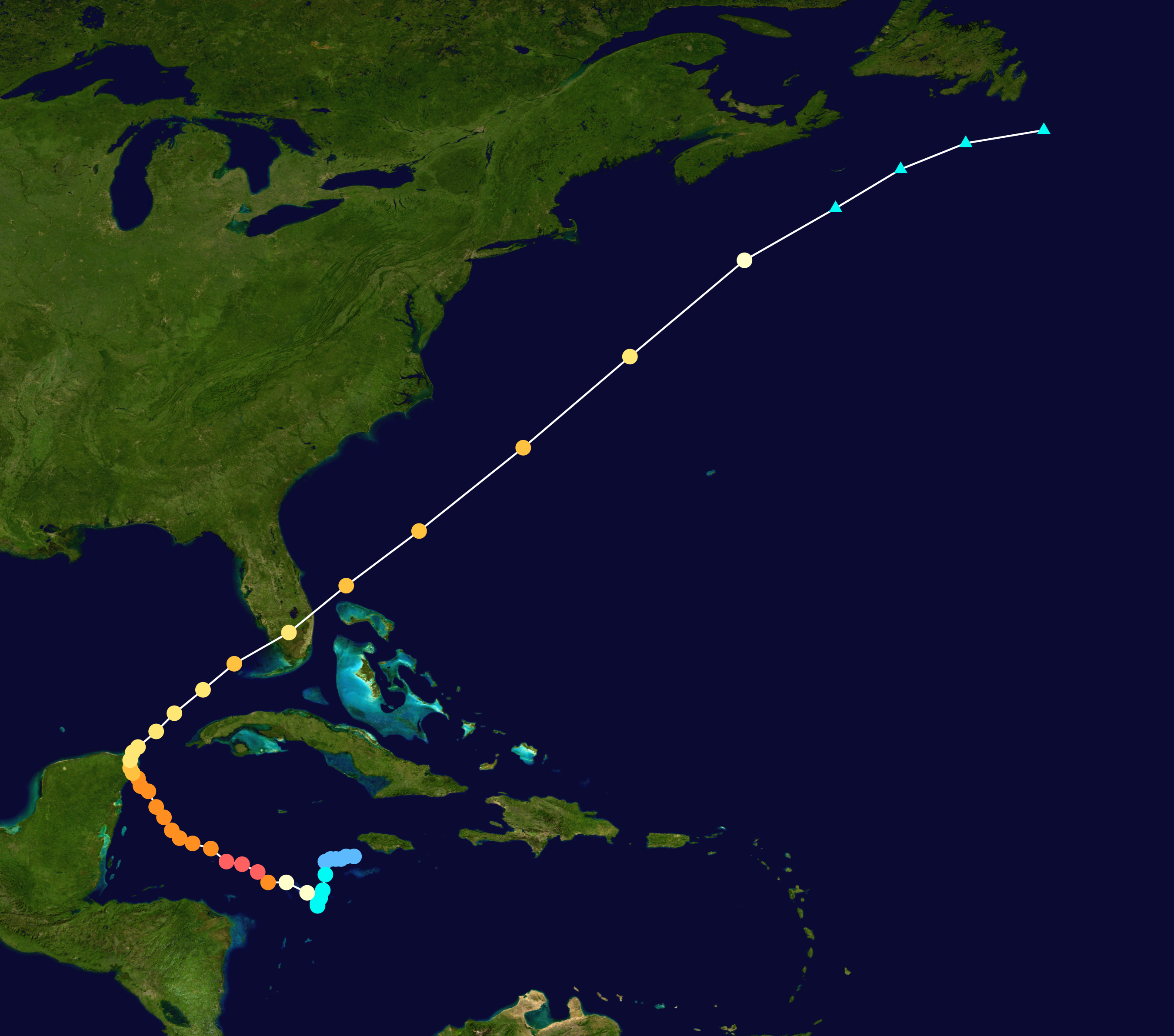
Mappa che mostra il tragitto e l'intensità dell'uragano, secondo la scala Scala Saffir-Simpson

Nel corso della metà di ottobre 2005 una formazione simile a un monsone si generò nel Mar dei Caraibi. Già il 13 ottobre si trasformò in un'ampia area a bassa pressione. Giunse così a circa 150 miglia (circa 240 km) al largo della Giamaica.
Il 14 ottobre il National Hurricane Center ne riconobbe la formazione, procedendo con la tecnica di Dvorak, un metodo di stima dell'intensità di un uragano basato su immagini satellitari dello stesso.
Il 15 ottobre venne classificata come "Tropical Depression Twenty-Four" (Depressione Tropicale Ventiquattro), mentre si trovava a circa 220 miglia (350 km) dalle Isole Cayman.
Inizialmente si pensava che si sarebbe diretta a nord, ma nel giro di cinque giorni la previsione parlo del sud dell'Isola della Gioventù. Ormai riconosciuta dal NHC come un possibile uragano, toccò lo stadio di anticiclone il 16 ottobre. Il 17 ottobre la depressione venne battezzata Uragano Wilma, con dei venti a una velocità di 169 km/h. Avvicinatasi ulteriormente alle Isole Cayman, iniziò un processo di rapidissima intensificazione, raggiungendo nell'area immediatamente esterna all'occhio una temperatura di -87 °C.
Il 19 ottobre Wilma venne classificato come un uragano di Categoria 5; nel giro di ventiquattro ore la velocità dei propri venti raddoppiò ed oltre, mentre il suo occhio si restrinse fino ai 3,7 km di diametro, il più piccolo mai registrato nell'Atlantico. Stabilì anche il record per la più bassa pressione registrata in un uragano atlantico, con un valore di 882 millibar.
Il 20 ottobre il fenomeno scalò ad una Categoria 4, ma prese una piega verso il Messico approfittando della corrente del Golfo. Il giorno successivo Wilma colpì per la prima volta l'entroterra, in prossimità delle località di Cozumel e Quintana Roo prima e Puerto Morelos poi, con raffiche fino a 270 km/h.
Indebolitasi sull'entroterra, si re-intensificò fino a raggiungere l'estremità sud della penisola della Florida, nei pressi di Cape Romano, il 24 ottobre. Attraversò lo Stato fino a ricongiungersi con l'oceano, passando vicino al nord delle Bahamas ed inglobando un'ulteriore tempesta chiamata Alpha. Attraversò ad ovest delle Bermuda, per poi ritrovarsi in una zona interessata da venti più freddi, che indebolirono notevolmente l'uragano.
Ormai ciclone extratropicale, oltrepassò la Nuova Scozia ed infine venne assorbito da un altro ciclone nel Canada atlantico.